# 堂皇笔螺
堂皇笔螺（学名：Mitra imperialis），是新腹足目笔螺科笔螺属的一种。其种加词“imperialis”意为“帝王的”。

## 形態描述
殼長37 mm到65 mm之間。

## 分佈
主要分布于印度尼西亚、中国大陆，常栖息在潮下带。	 

## 外部連結
- Hardy, Eddie. . Hardy's Internet Guide to Marine Gastropods.   [2010-12-11]. （原始内容存档于2020-06-28） （英语）.